# بانية البوسنة
بانية البوسنة (الصربية الكرواتية: Banovina Bosna / Бановина Босна)؛ أو بانية بوسنية (Bosanska banovina / Босанска бановина)؛ أو بانات البوسنة، كانت دولة من العصور الوسطى مقرها في ما يعرف اليوم بالبوسنة والهرسك، على الرغم من أن الملوك المجريين نظروا إلى البوسنة كجزء من أراضي التاج المجري، إلا أن بانية البوسنة ظلت دولة مستقلة بحكم الأمر الواقع لمعظم وجودها، تأسست في منتصف القرن الثاني عشر وكانت موجودة حتى عام 1377 مع انقطاعات تحت احتلال من قبل عائلة شوبيتش الكرواتية بين عامي 1299 و1324، ومنذ عام 1377 أصبحت مملكة، تميز الجزء الأكبر من تاريخها بجدل ديني سياسي يدور حول الكنيسة البوسنية المسيحية التي أدانت من قبل الكنائس المسيحية الخلقيدونية المهيمنة وهي الكنائس الكاثوليكية والأرثوذكسية الشرقية، مع كون أصبحت الكنيسة الكاثوليكية معادية بشكل خاص واضطهدت أعضائها من قبل المجريين.

## الحكام
حكم المنطقة العديد من الحكام سواء بصورة فعلية أو اسمية، ومنهم:-
- لازلو المجري (1137-1154):

في عام 1136 غزا بيلا الثاني ملك المجر البوسنة العليا لأول مرة وأنشأ لقب "بان البوسنة" أو "دوق البوسنة"، وأعطاها كلقب تشريفي لابنه لازلو لم يحكم الإقليم شخصيا أبدا وكان يشرف على الإدارة المنطقة إما عن طريق مسؤول معين أو منتخب.
منذ القرن 12 تصرف الحكام داخل بانية البوسنية بشكل مستقل بشكل متزايد عن المجر أو بيزنطة، في الواقع لم يكن للقوى الخارجية سيطرة تذكر على المناطق الجبلية والمحيطية منها وإلى حد ما التي شكلت فيما يُعرف بانية البوسنة.
- بوريتش بوريسفيتش (1154-1163):

اعتبر أول حاكم بوسني معروف، رغم أصوله من سلافونيا، وكان تابعاً مخلصاً للملك المجري، وشارك في النزاعات المجرية البيزنطية.
في 1167 خسرت المجر معركة سيرميوم أمام القوات البيزنطية، مما أجبر المجريين على قبول شروط البيزنطيين، بحيث اعترفوا بسيادة الإمبراطور مانويل كومنينوس على البوسنة والأراضي المجاورة لها، لذلك أصبحت البوسنة تحت سيادة البيزنطيين (1163-1180)، ولكن نظرا لأن البوسنة كانت أرضاً بعيدة، فمن المحتمل أن يكون حكمها اسمياً.
- كولين كولينيتش (1180-1204):

تم اعلنه بان البوسنة قبيل وفاة الإمبراطور مانويل كومنينوس، ومع وفاته أعلن على الفور استقلاله من التبعية البيزنطية، ولكنه أصبح لاحقاً تابعاً للملك المجري ولو اسمياً، في عهده شهدت البوسنة فترة سلام والازدهار، وأيضا في عهده أصبحت ازدهرت الكنيسة البوسنية والتي كان يؤمن بها، وأهم إنجازاته هو توقيع ميثاق تجارية مع جمهورية راغوزا.
- ستيبان كولينيتش (1204-1232):

يتم ادعاء في الغالب بأنه ابن كولين، خلال عهده تم إرسال حملة صليبية ضد الهرطقة البوسنية تحت قيادة المجريين ولكن الحملة تحولت إلى هزيمة، واضطر المجريون إلى التراجع عندما غزا المغول أراضيهم، وفي عهده نمت قبضة الكنيسة البوسنية أكثر، ولذلك قرر البابا غريغوري التاسع الذي تم انتخبه منذ 1227 بشن المزيد من الهجمات ضد الكنيسة البوسنية من أجل القضاء عليها نهائياً، رغم ذلك عكس والده كان كاثوليكياً ملخصاً وتابعاً للملك المجري مما أدى إلى ضعف شعبيته بين رعاياه، وخلال أواخر حكمه انتشرت محاكم التفتيش في البلاد وأحرقت عشرات من الزنادقة طيلة سنوات، وأخيراً في 1232 عندما اشتعلت الفوضى في المجر، ثار البوسنيون عليه وأطاحوه.
- ماتي نينوسلاف (1232-1250):

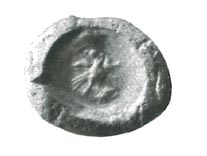
ختم نينوسلاف.

مع بداية حكمه ساءت العلاقات مع صربيا المجاورة لأنها كانت تؤيد سلفه، قام ماتي بدافع عن البوسنة خلال الحملة الصليبية ضدها، على رغم من أنه حكم تابع مخلص للملك المجري، إلا أن كان عليه تأكيد إيمانه الكاثوليكي مراراً وتكراراً، ولكن في النهاية أصبح حامياً للكنيسة البوسنية، وأيضا كان عليه التعامل مع ادعاءات ابن ستيبان المتكررة الذي كان يقوم ببعض الهجمات، ومع تراجع المجريين في 1241 بعد اجتياح المغول، استعاد ماتي السيطرة الفعلية على البلاد، تفرغ بعد لأمور الداخلية، بحيث عاقب أنصار البابا، وأيضا تدخل في الحرب الأهلية بين مدينتين الكروات (1242-1244) تروغير الموالية وسبليت المتمردة والتي أعلنته أمير عليها، إلا أنه خسر في 1244 ولكن استطاع تحقيق السلام، مع وفاته بعد عام 1249 ربما في عام 1250 جبلت بعض الصراعات على السيادة، أرادت الكنيسة البوسنية شخصا من أتباعها، ولكن الجانب المجري أراد شخصا يمكن السيطرة عليه بسهولة، وفي النهاية غزا الملك بيلا الرابع البوسنة نجح في وضع قريبه الكاثوليكي برييزدا.
- كولومان الغاليسي (1234-1239):

هو ابن أندراس الثاني ملك المجر، في 1234 أهدى له والده اللقب إلا أنه أعطاه لبرييزدا قريب نينوسلاف، شارك في الحملة الصليبية على البوسنة، إلا أنه تراجع في 1241 مع اجتياح المغول، أصيب كولومان بجروح خطيرة وتوفي متأثراً بجراحه بعد أسابيع قليلة من معركة موهي.
- برييزدا الأول (1239؟-1241؟/ 1250-1287):

هو قريب ماتي نينوسلاف، وربما مؤسس سلالة كوترومانيتش، كان برييزدا في الأصل كاثوليكياً، لكنه اعتنق البوغوميلية في وقت لاحق، وفقا لرسالة البابا إلى بان نينوسلاف فقد عاد إلى الكاثوليكية خلال عهده، نظراً لأنه لا يمكن الوثوق به بسبب تحوله السابق، فقد اضطر إلى إرسال ابنه كضمان إلى الرهبنة الدومينيكانية، خلال الحملة الصليبية (1234-39)، دافع قريبه نينوسلاف عن البلاد ضد الصليبيون، إلا أن برييزدا نفسه انحاز إلى الملك المجري، بحيث تم إعطاء له لقب بان تكريماً له على إخلاصه إلا أنه حكم البلاد لعامين فقط قبل أن يستعيد نينوسلاف اللقب بعد انسحاب المجري في 1241، فر برييزدا نحو المجر خوفاً على حياته، وأخيراً بعد وفاة نينوسلاف في عام 1250 بدأ الصراع على السيادة، بحيث قاتل أبناء نينوسلاف ببسالة للحفاظ على استقلالهم، ولكن في النهاية أخضع الملك بيلا الرابع البوسنة عسكرياً وجاعلاً من برييزدا بان الشرعي، الذي حكم باسم المجر، وعلى الفور بدأ في حملة إبادة المهرطقين، بعد معركة قاسية ضدهم، أمر البابا بإعادة ابنه إليه، وأصبح تابعاً مخلصاً للملك، بحيث شارك في العديد من المعارك وحملات المجرية ضد أعدائها، في 1284 رتب زواج ابنه من ابنة ملك سيرميا المجاورة، ومع عام 1287 أجبر على تنازل عن السيادة لصالح أبنائه بسبب كبر سنه.
- برييزدا الثاني (1287-1290):

هو ابن برييزدا الأول، خلال عهد نينوسلاف تم إرساله إلى البابا لضمان إيمان والده والحاكم إلا أنه لم يكن كافياً، تم إطلاق سراحه خلال عهده والده الثاني، ومنذ 1287 حكم البوسنة بالمناصفة مع شقيقه الآخر ستيبان الأول كتابعين للملك المجري، والذي بدور أشرف على إدارة المناطق غرب البلاد.
- ستيبان الأول (1287-1299):

يعتقد أنه ابن برييزدا الأول، حكم أولاً بالمناصفة مع برييزدا الثاني حتى 1290، ثم أصبح الأوحد حتى وفاته، كان متزوجاً من إليزابيث الصربية ابنة ستيبان دراغوتين ملك سيرميا وكاترينا المجرية، بسبب أقاربه تم اقحامه في صراعات الخلافة المجرية منذ 1290 الذين أيدوا كارلو مارتلو الأنجوي كملك للمجر والمتوج من قبل البابا، كان هذا الادعاء مدعوم من قبل أقوى الأسر الكرواتية شوبيتش أمراء منطقة بريبير، ولكن بول شوبيتش كبير الأسرة قام بتوسيع حكمه إلى بانية البوسنية، وسمى نفسه لورد البوسنة، على الرغم من مقاومته لنفوذ أسرة شوبيتش، إلا أنه فقد معظم الأراضي لصالحهم، على الرغم من أنه لم يهزم إلا أنه احتفظ بعض النفوذ والقوة في البوسنة، على الرغم من الصعوبات العديدة إلا أنه استطاع الصمود، تحولت الحرب إلى صراع ديني، بعد أن بدأت أتباع أسرة شوبيتش حملة لإبادة أتباع الكنيسة البوسنية التي أدت إلى موازنة الصراع لصالحه، حيث انضم العديد من أتباع الكنيسة إلى جانبه بسبب ذلك، توفي ستيبان في 1294.
- ملادن الأول شوبيتش (1302-1304):

هو شقيق بول شوبيتش، أيضا هو أحد نبلاء الكروات، أصبح شقيقه راعي العائلة الحاكمة الأنجوية منذ 1290 أولاً كارلو مارتلو ثم ابنه كارولي روبرت، ومع عام 1302 أعطى بول لشقيقه ملادن لقب بان البوسنة ضد ادعاءات ستيبان الأول، أكد الملك كارولي الأول على اللقب، استطاع ملادن السيطرة على معظم الأراضي، وشرع على الفور حول إبادة أتباع الكنيسة البوسنية إلا أنه توفي في خضم الصراع.
- ملادن الثاني شوبيتش (1304-1322):

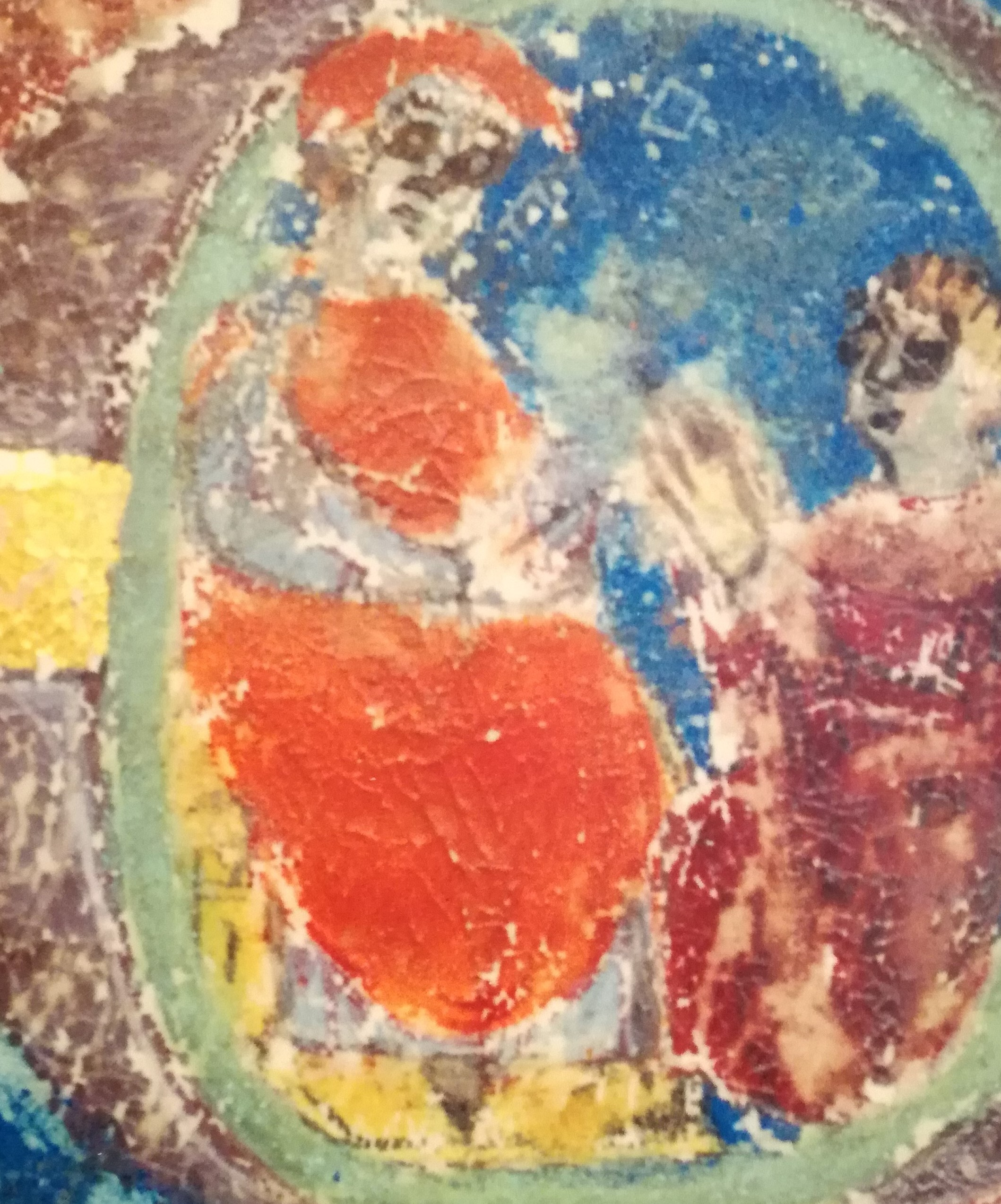
تصوير ملادن في إحدى المخطوطات.

هو ابن بول شوبيتش لورد البوسنة، ومنذ 1312 بعد وفاة والده أصبح أيضا لورد البوسنة، وأيضا قام بتعيين ستيبان كوترومانيتش ابن غريمه لإدارة البلاد ولكن تحت سيادته، اتخذ موقفاً متسامحاً مع أتباع الكنيسة البوسنية على عكس سابقيه مما ادخله في صراع مع البابا، استمر ملادن في حكم الأراضي البوسنية والكرواتية والأراضي المجاورة لهما حتى 1322 بعد أن أُخذ أسير من الملك كارولي الأول إلى المجر منهياً بذلك نفوذ أسرة شوبيتش القوي.

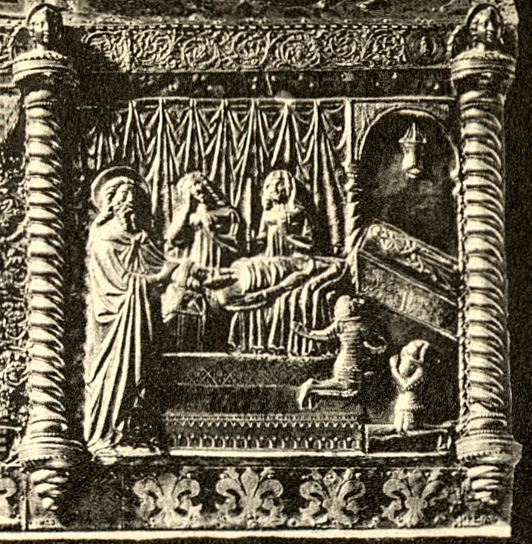
تفاصيل وفاة ستيبان الثاني وهو على فراش الموتى، بجواره عائلته ابنته إليزابيث وشقيقه فلاديسلاف وابنيه تفرتكو وفوك وزوجته يلينا.

- ستيبان الثاني كوترومانيتش (1322-1353):

هو ابن ستيبان الأول وإليزابيث الصربية، أصبح خليفة والده بعد وفاته في 1314، إلا أنه لم يحكم فعلياً حتى 1322 بعد سقوط نفوذ أسرة شوبيتش، كان من أتباع الكنيسة البوسنية، دخل في صراعات عديدة ضد صربيا، مما اكسبه المزيد من أراضي الواقعة على ساحل البحر الأدرياتيكي، وأيضا لعب دوراً في إشعال النيران بين مملكة المجر وجمهورية البندقية مما مكن من زيادة استقلاليته، مع أواخر حكمه تمكنت الكنيسة الرومانية الكاثوليكية من الانتصار أخيراً وأصبح تأثيرها يزيد شيئاً فشيئاً مما أدى اضمحلال الكنيسة البوسنية، والتي اعتناقها أيضا، وكذلك هو والد إليزابيث قرينة الملك لايوش الأول.
- تفرتكو كوترومانيتش (1353-1377):

هو ابن شقيق سابقه، تم استبعاد والده فلاديسلاف من السيادة لأسباب غير معروف، ولأنه كان قاصراً حكم والده بالنيابة عنه ومن ثم والدته من أسرة شويبتش بعد وفاته، وبعد انفراد بالحكم دخل في صراع ضد الملك لايوش الأول، ولكنه تصالح معه لاحقاً، ومع أواخر 1365 ثأر الأقطاب ضده وخلعوه تم اعتراف بشقيقه الأصغر، فر تفرتكو مع والدته وشقيقته نحو المجر بحيث استقبلهم غريمه وقدم له المساعدة، استطاع تفرتكو إخضاع البلاد مع أواخر مارس 1367، وأخيراً في 1374 تصالح مع شقيقه الذي فر إلى راغوزا بشروط سخية للغاية، ومع حلول 1371 تفككت الإمبراطورية الصربية بعد وفاة أوروس الضعيف وانقسام أراضيه بين العديد من أقطاب، شارك تفرتكو الحدث أيضا، ومع ذلك بسبب نسبه وانتمائه إلى العائلة الصربية من خلال خط الإناث، وتأييد بعض الأقطاب الصرب توج تفرتكو نفسه كملك الصرب والبوسنة في خريف 1377، مما خلق بداية عهد جديد حتى سقوطها في أيدى الأتراك العثمانيين في 1463.
- فوك كوترومانيتش (1366-1367):

هو شقيق تفرتكو الأصغر، ثم تعيينه في منصب البان بعد ثورة عارمة أدت إلى فرار شقيقه تفرتكو ووالدتهما إلى المجر الذي تلقى المساعدة هُناك، رجع إلى البلاد بقيادة عسكرية، وبحلول أواخر مارس 1367 تمكن تفرتكو من بسط السيطرة على البوسنة، تم خلعه أخيرا ونفيه نحو راغوزا في أواخر عام 1367، وبمجرد نفيه حاول فوك الحصول على مساعدة خارجية ضد شقيقه، تمكن أيضا من مناشدة البابا، أملاً منه من شن حملة صليبية ضد الكنيسة البوسنية وأيضا التوسط له عند الملك المجري، ولكن حماية ملك المجر لتفرتكو جعلت فرص فوك في استعادة عرش البوسنة ضئيلة، بحلول عام 1374 تصالح الأخوان أخيراً.